# STS-76
STS-76 est la seizième mission de la navette spatiale Atlantis et la cinquième du programme russo-américain Shuttle-Mir.

## Équipage
- Commandant : Kevin P. Chilton (3)  États-Unis
- Pilote : Richard A. Searfoss (2)  États-Unis
- Spécialiste de mission 1 : Linda M. Godwin (3)  États-Unis
- Spécialiste de mission 2 : Michael R. Clifford (3)  États-Unis
- Spécialiste de mission 3 : Ronald M. Sega (2)  États-Unis

Restée à bord de la station Mir :
- Spécialiste de mission 4 : Shannon W. Lucid (5)  États-Unis

Le chiffre entre parenthèses indique le nombre de vols spatiaux effectués par l'astronaute au moment de la mission.

## Paramètres de la mission
- Masse :
  - Navette au décollage : 111 740 kg
  - Navette à vide : 95 396 kg
  - Chargement : 6 753 kg
- Périgée : 389 km
- Apogée : 411 km
- Inclinaison : 51,6°
- Période : 92,5 min

### Amarrage à la station Mir
- Début: 24 mars 1996, 02:34:05 UTC
- Fin: 29 mars 1996, 01:08:03 UTC
- Temps d'amarrage: 4 jours, 22 heures, 33 minutes, 58 secondes

### Sorties dans l'espace
- Clifford et Godwin  - EVA 1
- Début de EVA 1 : 27 mars 1996 - 06h34 UTC
- Fin de EVA 1 : 27 mars 1996 - 12h36 UTC
- Durée : 6 heures, 2 minutes